# Hans Hansson Wachtmeister
Hans Hansson Wachtmeister af Johannishus (i riksdagen kallad Wachtmeister af Johannishus i Stockholm), född 22 april 1851 på Tromtö herrgård i Förkärla socken, Blekinge, död 19 april 1929 i Stockholm, var en svensk greve och politiker (protektionistiska partiet). Han var Sveriges finansminister 1897–1902.

## Biografi
Wachtmeister var son till greve Hans Wachtmeister och friherrinnan Ebba De Geer af Finspång, samt bror till Axel Hansson Wachtmeister och Hugo Hansson Wachtmeister. Han blev 1869 student vid Uppsala universitet, där han 1874 avlade juris kandidatexamen, och utnämndes efter domarförordnanden 1876 till vice häradshövding. Han inträdde 1878 som extra ordinarie kanslist i Finansdepartementet, där han avancerade till kanslisekreterare samma år, kansliråd 1888 och expeditionschef samma år, samt var 16 juli 1897–5 juli 1902 statsråd och chef för Finansdepartementet (finansminister). Han tog initiativet till 1902 års lag om progressiv inkomstskatt och självdeklaration. Wachtmeister var 1902–1918 generaldirektör och chef för Statskontoret.
Wachtmeister var 1892–1910 riksdagsledamot i första kammaren för Blekinge län med plats i särskilt utskott (1907 angående rösträtten och 1908–1910 angående ecklesiastik boställsordning med mera). Han var ledamot av flera kommittéer, såsom angående ny bevillningsförordning (1895) och angående bokföring (1902), samt ordförande i kyrkofondskommittén 1915–1917. Wachtmeister blev ordförande i styrelsen för Stockholms högskola 1907 och i Riddarhusdirektionen 1911. Han blev juris hedersdoktor i Uppsala 1900.

## Utmärkelser
- Kommendör med stora korset av Nordstjärneorden, 1 december 1898.[1]